# Aeroportul Esquimalt
Aeroportul Esquimalt (IATA: YPF, ICAO: CYPF) este un aeroport din Columbia Britanică, Canada ce deservește zona Esquimalt⁠(d). A fost numit după zona deservită.
aeroportul dispune de o singură pistă.